# Ulica Bydgoska w Stargardzie
Ulica Bydgoska (niem. Zartzigerstr., dosł. Strachocińska) - wylotowa ulica w Stargardzie, mierzy ok. 2,2 km, wiedzie od Obwodnicy Staromiejskiej w kierunku południowo-wschodnim. Do grudnia 2009 była elementem drogi krajowej nr 10, kiedy to oddano do użytku ekspresową obwodnicę miasta. Obecnie w całym przebiegu ul. Bydgoska jest elementem drogi krajowej nr 20.
Przy ulicy Bydgoskiej znajdują się: Komornik Rewiru II przy Sądzie Rejonowym, Terenowy Oddział w Stargardzie Zarządu Melioracji i Urządzeń Wodnych, GDDKiA Rejon Dróg Stargard oraz dwie stacje paliw.